# Carl Justus Harmen Fedeler

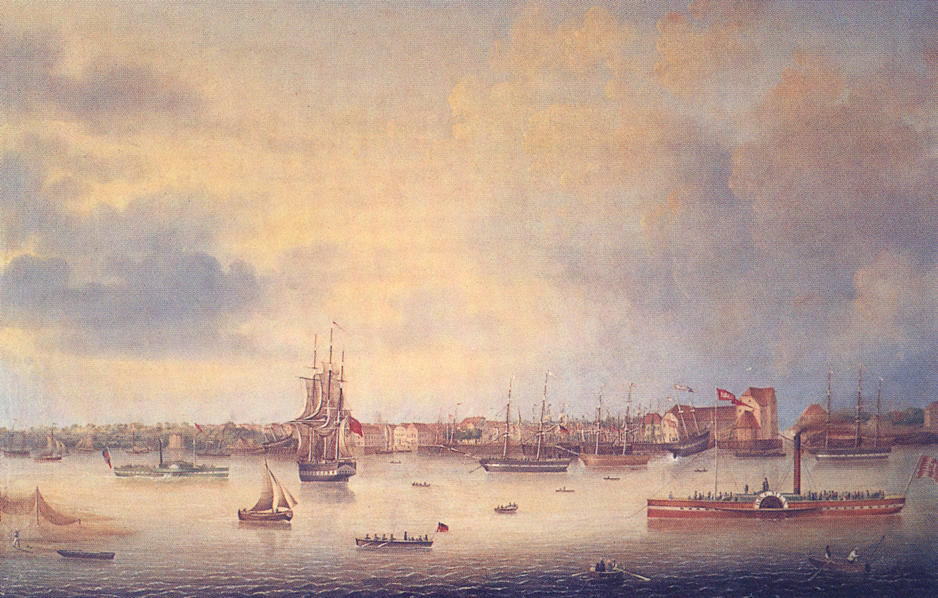
Carl Justus Fedeler: Raddampfer Bremen vor Vegesack, Ölgemälde, 1847

Carl Justus Harm(en) Fedeler (* 25. Januar 1799 in Bremen; † 23. Januar 1858 ebenda), der sich selbst nur Carl Justus Fedeler nannte und entsprechend mit C. I. Fedeler signierte, war ein deutscher Maler von Schiffsbildern in Bremen und Bremerhaven. Sein mit ihm oft verwechselter Sohn Carl Justus Fedeler, der sich Carl Fedeler nannte und meist C. Fedeler signierte, war hier gleichfalls Marinemaler.

## Leben
Über die Herkunft und Jugend des älteren Fedeler ist wenig bekannt. Er wurde als Sohn des Arbeitsmannes Friedrich Fedeler und dessen Ehefrau Sophia geb. Dodt in der Bremer Neustadt geboren. Ein Aufenthalt bei einem Hamburger Malermeister wird genannt, ansonsten erfolgte seine Entwicklung zum Maler weitgehend autodidaktisch. 1824 hat er in Pritzwalk Marie Wilhelmine Voigt geheiratet, mit der er drei Kinder hatte, darunter den Marinemaler Carl Justus Fedeler. Von 1824 bis 1830 war in Havelberg (Prignitz) tätig, wo auch sein jüngerer Bruder Johann Hermann Gottfried Fedeler (1805–1878) als Maler ansässig wurde. Ab 1831 ist er wieder in Bremen nachweisbar, denn von 1832 bis zu seinem Tod führt ihn das Bremer Adressbuch als „Zeichenlehrer, Porträt- und Marinemaler“ und wohnte anfangs in der Neustadt und dann an der Schlachte und am Stephanitors-Bollwerk direkt an der Weser. In Bremen stellte er zwischen 1833 und 1856 wiederholt in der Kunsthalle aus.

## Werk

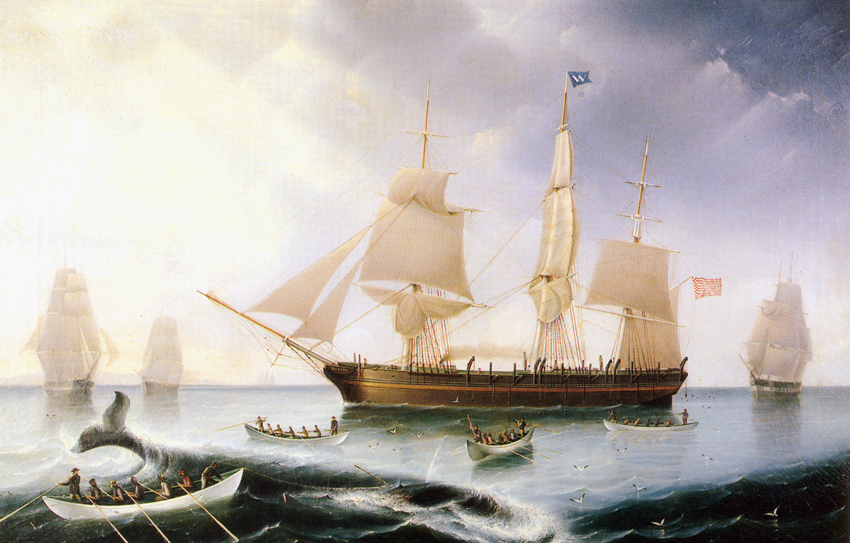
Carl Justus Fedeler: Die Europa auf Walfang in der Südsee, Ölgemälde, 1845 (?), Focke-Museum

Malte Fedeler zunächst wohl auch Porträts und Landschaften, so widmete er sich bald nur noch dem Schiffsporträt, einem in Bremen und Bremerhaven gefragten Genre. Ab Mitte der 1830er Jahre nimmt die Zahl seiner durch Signaturen gesicherten Bilder deutlich zu. In dieser Zeit perfektioniert er sein Geschick, Wasseroberflächen mit oft etwas durchscheinenden, von schmalen Schaumsäumen gekrönten Wellen ganz unterschiedlich zu charakterisieren und mit sonnigen Flecken lebendig zu gestalten. Um 1846/49 verliert sich, vielleicht unter dem Einfluss des um 1841/43 in Bremen arbeitenden Niederländers Anthonie Braakman, die frühere Bevorzugung dramatischer Wolkenlandschaften zugunsten eines biedermeierlich warmen Lichtes. Alle seine Schiffsbilder kennzeichnet jedoch eine genaue Kenntnis von Takelage und Wellenbildungen (beides allerdings gelegentlich durch unsachgemäße Reinigung und Übermalung verdorben). Gern wählt er als Hintergrund die Kulisse Bremens oder Bremerhavens. Sein Werk beschränkt sich nicht auf das simple Kapitänsbild, in dem ein seitlich gesehenes Einzelschiff porträtiert wird; wenn es darum ging, die dramatische Szenerie eines Walfanggeschehens, die Flotte einer Reederei wie die Langeschen Schiffe vor Vegesack oder die jüngsten Produktionen einer Werft zusammenfassend darzustellen, war es Fedeler, den man in Bremen beauftragte. Nicht alle seine Werke sind signiert. Um 1850 scheint seine Produktion nachzulassen. Ob an den Gemälden seiner letzten Lebensjahre auch sein von ihm zum Marinemaler angelernter Sohn beteiligt war, ist nicht auszuschließen.
Sein graphisches Œuvre, soweit wir es heute noch kennen, ist minimal: es beschränkt sich auf zwei kolorierte Umrissradierungen mit Ansichten der Weser bei Bremen, um 1830/33. Lithographiert hat er selber nicht, wohl haben Beuermann, G. Michaelis und andere nach seinen Gemälden Reproduktionsgraphik gefertigt.

## Sammlungen
- Bremen, Focke-Museum, zirka 15 signierte und datierte Ölgemälde
- Heimatmuseum Schloss Schönebeck
- Bremerhaven, Deutsches Schifffahrtsmuseum

## Nachweise
1. ↑  Gegenteilige Angaben in den Handbüchern von Saur, Schwarzwälder und Grapenthin haben einer Überprüfung in den Beständen des Focke-Museums nicht standgehalten.